# Nazionale maschile di baseball di Cuba
La nazionale maschile di baseball di Cuba è formata da giocatori amatoriali di nazionalità cubana militanti nel campionato cubano.
La nazionale cubana ha finora partecipato a tutte le edizioni dei Giochi olimpici a partire dal 1992. È la squadra di baseball con più successi in questa manifestazione, con tre medaglie d'oro e due medaglie d'argento conquistate in cinque partecipazioni. È anche la squadra che ha vinto più volte il Campionato mondiale di baseball.
Nel marzo 2006, la nazionale Cubana raggiunse le finali del World Baseball Classic 2006, dove venne sconfitta dal Giappone per 10-6.

## Piazzamenti

### Giochi olimpici
- Barcellona 1992 -  1°
- Atlanta 1996 -  1°
- Sydney 2000 -  2°
- Atene 2004 -  1°
- Pechino 2008 -  2°

### World Baseball Classic

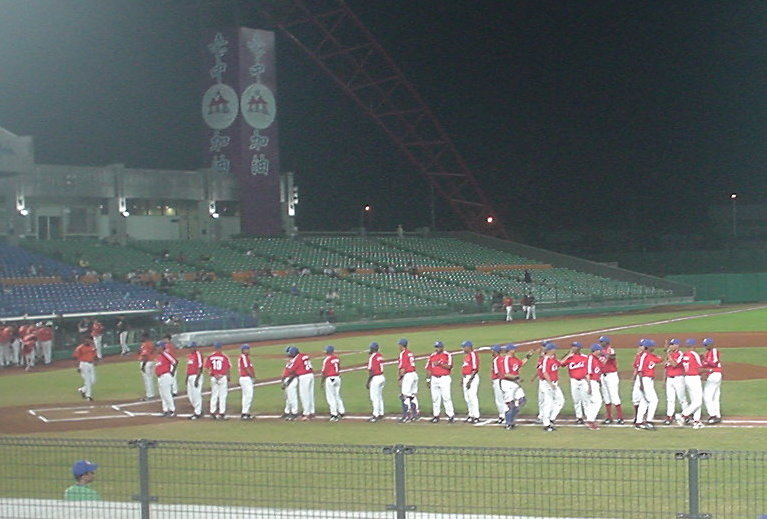
La nazionale cubana prima dell'inizio della finale della Coppa Intercontinentale 2006 contro i Paesi Bassi

- 2006:  2º[1]
- 2009: 6°, eliminata nella seconda fase[1]
- 2013: 5°, eliminata nella seconda fase[1]
- 2017: 7°, eliminata nella seconda fase[1]

### Mondial
- 1938 : non partecipante
- 1939 :  1°
- 1940 :  1°
- 1941 :  2°
- 1942 :  1°
- 1943 :  1°
- 1944 :  3°
- 1945 : non partecipante
- 1947 : non partecipante
- 1948 : non partecipante
- 1950 :  1°
- 1951 :  3°
- 1952 :  1°
- 1953 :  1°
- 1961 :  1°
- 1965 : non partecipante
- 1969 :  1°

- 1970 :  1°
- 1971 :  1°
- 1972 :  1°
- 1973 :  1°
- 1974 : non partecipante
- 1976 :  1°
- 1978 :  1°
- 1980 :  1°
- 1982 : non partecipante
- 1984 :  1°
- 1986 :  1°
- 1988 :  1°
- 1990 :  1°
- 1994 :  1°
- 1998 :  1°

- 2001 :  1°
- 2003 :  1°
- 2005 :  1°
- 2007 :  2°
- 2009 :  2°
- 2011 :  2°

### Giochi Panamericani
- 1951:  1°
- 1955: non partecipante
- 1959: 4°
- 1963:  1°
- 1967:  2°

- 1971:  1°
- 1975:  1°
- 1979:  1°
- 1983:  1°
- 1987:  1°

- 1991:  1°
- 1995:  1°
- 1999:  1°
- 2003:  1°
- 2007:  1°

- 2011:  3°
- 2015:  3°
- 2019: 6°

### Coppa Intercontinentale
- 1973: non partecipante
- 1975: non partecipante
- 1977: non partecipante
- 1979:  1°
- 1981:  2°
- 1983:  1°

- 1985:  1°
- 1987:  1°
- 1989:  1°
- 1991:  1°
- 1993:  1°
- 1995:  1°

- 1997:  2°
- 1999:  2°
- 2002:  1°
- 2006:  1°
- 2010:  1°

### Giochi centramericani e caraibici
- 1926:  1°
- 1930:  1°
- 1935:  1°
- 1938:  1°
- 1946:  3°
- 1950:  1°
- 1954: non partecipante
- 1959: non partecipante
- 1962: non partecipante
- 1966:  1°

- 1970:  1°
- 1974:  1°
- 1978:  1°
- 1982:  2°
- 1986:  1°
- 1990:  1°
- 1993:  1°
- 1998:  1°
- 2002: non partecipante
- 2006:  1°

- 2010: non partecipante
- 2014:  1°
- 2018:  2°